# Уліссе Ґріфоні
Уліссе Ґріфоні (італ. Ulisse Grifoni, 1858 — 4 червня 1906) — італійський письменник.

## Біографія
Учитель історії та географії в середній школі, Уліссе Ґріфоні співпрацював з низкою спеціалізованих географічних журналів. Він став відомим насамперед завдяки написанню низки науково-фантастичних романів, таких як «Від Флоренції до зірок» (італ. Da Firenze alle stelle), опублікований у 1885 році, а згодом розширений і перетворений на «Від Землі до зірок. Подорож двох італійців та одного француза» (італ. Dalla Terra alle stelle. Viaggio meraviglioso di due italiani ed un francese), опублікована у 1890 році.
У 1899 році Ґріфоні опублікував науково-фантастичний роман «Навколосвітня подорож за 30 днів» (італ. Il giro del mondo in 30 giorni) у віснику «La Milano», який раніше з'являвся частинами в «La Domenica del Corriere».

## Твори
- Da Firenze alle stelle, 1885
- Dalla Terra alle stelle. Viaggio meraviglioso di due italiani ed un francese, 1890.[4]
- Il giro del mondo in 30 giorni, 1899
- Dopo il trionfo del socialismo italiano. Sogno di un uomo di cuore, 1907
- Un romanzo d'amore a Rapallo, 1907